# Estación de Umán
Umán es una estación de ferrocarril en las proximidades de Umán, Yucatán. La ruta del Tren Maya incluye el tramo de 159 km que se extiende desde Calkiní a Izamal, en el que está la estación, precisamente en Poxilá, municipio de Umán.
El 15 de diciembre de 2023, el presidente Andrés Manuel López Obrador inauguró el tramo en donde se encuentra la estación, la cual fungirá como una estación principal.

## Historia
El candidato Andrés Manuel López Obrador, anunció en su campaña presidencial del 2018 el proyecto del Tren Maya. El 13 de agosto de 2018 anunció el trazo completo. El recorrido de la nueva ruta del Tren Maya puso a la estación de Umán en la ruta que conectaría con Calkiní e Izamal, en el estado de Campeche y Yucatán.
Actualmente, la estación en Umán se encuentra abierta y recibe a viajeros locales, nacionales e internacionales.